# Jacques Alexandre César Charles
Jacques Alexandre César Charles (Beaugency, 12 novembre 1746 – Parigi, 7 aprile 1823) è stato uno scienziato, inventore e pioniere dell'aeronautica francese.

## Biografia
Progettista, costruttore e sperimentatore di aerostati, è ricordato in particolare per aver costruito il primo pallone a idrogeno della storia ed essere stato il primo a compiere un'ascensione con questo tipo di aerostato il 1º dicembre 1783 (meno di due settimane dopo il primo volo dei fratelli Montgolfier con il loro pallone ad aria calda). Nel campo della fisica è noto per aver anticipato di alcuni anni la scoperta della relazione tra temperatura, volume e pressione dei gas che sarebbe poi diventata universalmente nota come prima legge di Gay-Lussac; il lavoro di Charles influenzò quello di Joseph Louis Gay-Lussac, il quale riconobbe l'importanza di questa influenza quando, nel 1802, pubblicò i suoi studi. La legge di Gay-Lussac infatti è nota anche come legge di Charles.

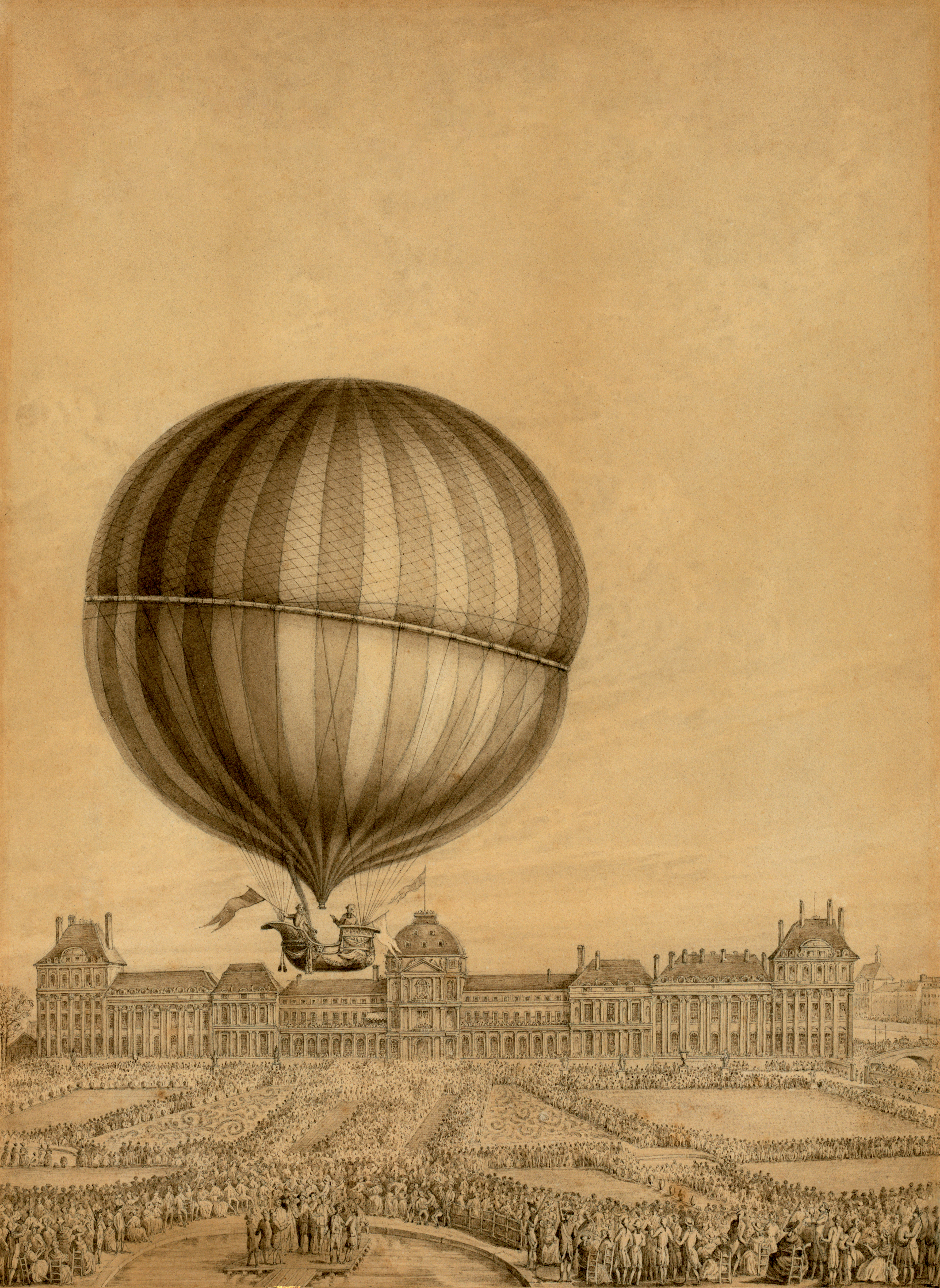
Il pallone a idrogeno di Charles, il primo di questo tipo nella storia del volo, decolla dal giardino delle Tuileries a Parigi il 1º dicembre 1783. La Charlière aveva a bordo Charles stesso e il suo assistente Marie-Noel Robert.